# Čertova sihoť (822 m)
Čertova sihoť (822 m) – szczyt na płaskowyżu Glac w Słowackim Raju. Wznosi się w widłach Hornadu i jego dopływu, potoku o nazwie Biely potok. Wznosi się nad prawym brzegiem Hornadu. W bliskiej odległości od niego, ale nad lewym brzegiem Hornadu wznosi się drugi szczyt, również o nazwie Čertova sihoť, ale niższy (638 m). 
Čertova sihoť (822 m) od zachodniej strony sąsiaduje ze szczytem Kláštorisko (839 m). Obydwa te szczyty w większości porośnięte są lasem, ale na ich stokach wznoszą się wapienne skały, w niektórych miejscach widoczne ponad koronami drzew. Stoki południowe obydwu opadają do doliny Bielego potoku i są strome, górna część stoków północnych opadających do Hornadu jest łagodna i w okolicach wierzchołka jest na nich polana Kláštorisko z ruinami klasztoru kartuzów z przełomu XIII i XIV wieku. Przez obydwa szczyty prowadzi szlak turystyczny. Z podszczytowych miejsc polany roztacza się ograniczony widok.
Szlak turystyczny
  Čingov – Lesnica, ústie – Biely potok, ústie – Čertova sihoť –  Kláštorisko – Suchá Belá, záver – Glac, Malá poľana – Malá poľana. Czas przejścia: 3.40 h, 3. 10 h